# Ivica Olić
Ivica Olić (Davor, 14 de setembro de 1979) é um ex-futebolista croata que atuava como atacante. Atualmente, é auxiliar na Seleção Croata de Futebol.

## Carreira

### Início da Carreira
Olić nasceu e cresceu na vila de Davor perto de Nova Gradiška, Croácia. Começou a jogar futebol pelo Marsonia em 1996, onde passou duas temporadas antes de ir para o Hertha Berlin em 1998. Voltou para o Marsonia em 2000.
Depois de mais uma temporada de sucesso no Marsonia, mudou-se para o NK Zagreb, onde marcou 21 gols em 28 partidas e ajudou sua equipe a ganhar o Campeonato Croata. Na temporada seguinte foi para o Dínamo Zagreb, onde marcou 16 gols em 27 jogos, e se tornou o melhor atacante da Liga Croata.

### CSKA Moscou
Em 2003, Olić foi comprado pelo CSKA Moscou. Com o CSKA, ele ganhou a Copa da UEFA em 2005, o Campeonato Russo por três vezes (em 2003, 2005 e 2006), a Copa da Rússia por duas vezes (em [[2004-05 e 2005-06), e duas vezes a Supercopa da Rússia (2004 e 2006).

### Hamburgo
Em janeiro de 2007, mudou-se para o Hamburgo, estreou na Bundesliga contra o Energie Cottbus, em 31 de janeiro. Olić foi contratado porque o Hamburgo estava em apuros, terminando na zona de rebaixamento antes da pausa de Inverno. Sua contratação teve resultado positivo, pois o clube terminou em sétimo e até venceu a Copa Intertoto.  Ele marcou dois gols no último jogo da temporada contra o Alemannia Aachen na vitória por 4–0. Em outubro de 2007, Olić anotou um hat-trick na partida contra o Stuttgart, a partida acabou 4 a 1 para sua equipe.

### Bayern de Munique

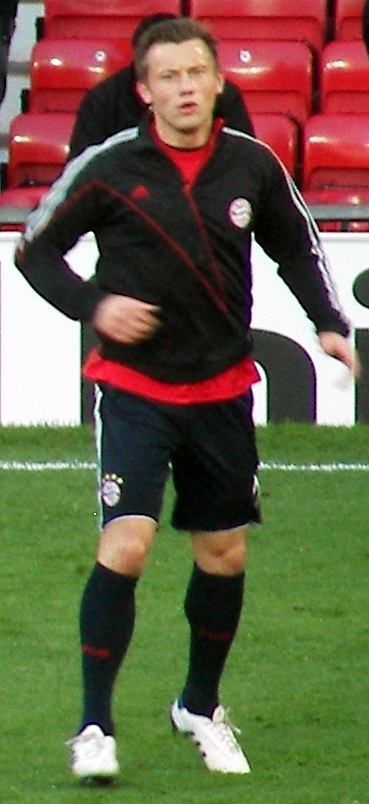
Olić no Bayern

Em 3 de janeiro de 2009, Olić assinou um contrato de três anos com o Bayern de Munique . Ele se juntou ao clube numa transferência livre em 1º de julho de 2009. Inicialmente, ele chegaria para ser reserva de Miroslav Klose e Mario Gómez, mas devido a lesões, começou a ser titular. No dia 8 de agosto, em sua estreia no Bayern, marcou o primeiro gol contra o Hoffenheim, em um empate por 1–1 e logo se tornou um dos jogadores favoritos da torcida do clube. Ganhou destaque novamente ao marcar um gol decisivo nos acréscimos da partida contra o Manchester United pela ida das quartas-de-finais da Liga dos Campeões 2009-10, a partir daí a torcida bávara lhe colocou o apelido de 'Guerreiro Croata', devido a sua entrega e raça dentro de campo. Olić porém errou um pênalti decisivo na final da Liga dos Campeões 2011-12 que acabaria dando o título ao Chelsea. Olić já havia confirmado sua ida ao Wolfsburg naquele momento.

### Wolfsburg
Em 2012 sem ter chances no Bayern de Munique, acertou sua transferência para o Wolfsburg, onde jogou a partir da temporada 2012-13.

### Hamburgo
Após boas temporadas pelo Wolfsburg, mas sem o mesmo brilho de antes, transferiu-se para o Hamburgo no dia 30 de Janeiro de 2015.

### Munique 1860
Em 27 de Julho de 2016, após rescindir seu contrato com o Hamburgo, acertou sua transferência para o Munique 1860. Clube que disputa a Segunda divisão alemã.

## Seleção Nacional
Olić fez parte da Seleção Croata na Copa do Mundo de 2002 onde marcou um gol. Olić também jogou três partidas com a Croácia na Euro 2004, e outras duas na Copa do Mundo 2006.
Foi nomeado o homem do jogo na partida de repescagem para a Euro 2008 contra a Inglaterra, partida em que a Seleção Croata derrotou a Inglaterra por 3–2. Olić marcou o segundo gol da partida. Com a derrota a Inglaterra foi eliminada da disputa da Euro 2008 e o treinador Steve McClaren foi demitido na sequência. Olić também foi convocado para a Euro 2008.
Ele foi convocado para as Eliminatórias da Copa do Mundo de 2010, tendo contribuído com três gols em oito jogos, mas a Croácia não se classificou.

## Gols pela seleção nacional
| #   | Data                    | Estádio                               | Adversário           | Placar | Resultado | Competição                                          |
| --- | ----------------------- | ------------------------------------- | -------------------- | ------ | --------- | --------------------------------------------------- |
| 01. | 17 de abril de 2002     | Estadio Maksimir , Zagreb, Croácia    | Bósnia e Herzegovina | 1 – 0  | 2 – 0     | Amistoso                                            |
| 02. | 8 de junho de 2002      | Kashima Stadium, Kashima, Japão       | Itália               | 1 – 1  | 2 – 1     | Copa do Mundo 2002                                  |
| 03. | 30 de abril de 2003     | Råsunda Stadium, Estocolmo, Suécia    | Suécia               | 0 – 1  | 1 – 2     | Amistoso                                            |
| 04. | 11 de outubro de 2003   | Estádio_Maksimir, Zagreb, Croácia     | Bulgária             | 1 – 0  | 1 – 0     | Eliminatórias para a Euro 2004                      |
| 05. | 29 de maio de 2004      | Kantrida Stadium, Rijeka, Croácia     | Eslovênia            | 1 – 0  | 1 – 0     | Amistoso                                            |
| 06. | 5 de junho de 2004      | Parken Stadium, Copenhagen, Dinamarca | Dinamarca            | 0 – 2  | 1 – 2     | Amistoso                                            |
| 07. | 16 de outubro de [[2007 | Kantrida Stadium, Rijeka, Croácia     | Eslovênia            | 1 – 0  | 3 – 0     | Amistoso                                            |
| 08. | 16 de outubro de 2007   | Kantrida Stadium, Rijeka, Croácia     | Eslovênia            | 3 – 0  | 3 – 0     | Amistoso                                            |
| 09. | 21 de novembro de 2007  | Wembley Stadium, Londres, Inglaterra  | Inglaterra           | 0 – 2  | 2 – 3     | Eliminatórias para a Euro 2008                      |
| 10. | 12 de junho de 2008     | Hypo-Arena, Klagenfurt, Austria       | Alemanha             | 2 – 0  | 2 – 1     | Euro 2008                                           |
| 11. | 15 de outubro de 2008   | Estádio Maksimir, Zagreb, Croácia     | Andorra              | 2 – 0  | 4 – 0     | Grupo 6 das eliminatórias para a Copa do Mundo 2010 |
| 12. | 12 de agosto de 2009    | Estádio Dinamo, Minsk, Bielorrússia   | Bielorrússia         | 0 – 1  | 1 – 3     | Grupo 6 das eliminatórias para a Copa do Mundo 2010 |
| 13. | 12 de agosto de 2009    | Estádio Dinamo, Minsk, Bielorrússia   | Bielorrússia         | 1 – 3  | 1 – 3     | Grupo 6 das eliminatórias para a Copa do Mundo 2010 |
| 14. | 3 de setembro de 2010   | Skonto Stadium, Riga, Letónia         | Letónia              | 0 – 2  | 0 – 3     | Eliminatórias para a Euro 2012                      |
| 15. | 11 de novembro de 2011  | Türk Telekom Arena, Istambul, Turquia | Turquia              | 0 – 1  | 0 – 3     | Eliminatórias para a Euro 2012                      |
| 16. | 22 de março de 2013     | Stadion Maksimir, Zagreb, Sérvia      | Sérvia               | 2 – 0  | 2 – 0     | Grupo A das eliminatórias para a Copa do Mundo 2014 |

## Títulos
NK Zagreb
- Campeonato Croata: 2001–02

Dinamo Zagreb
- Campeonato Croata: 2002–03

CSKA Moscou
- Campeonato Russo: 2003, 2005 e 2006
- Copa da Rússia: 2004–05 e 2005–06
- Supercopa da Rússia: 2004 e 2006
- Copa da UEFA: 2004–05

Bayern de Munique
- Bundesliga: 2009–10
- Copa da Alemanha: 2009–10

Wolfsburg
- Copa da Alemanha: 2014–15

### Artilharias
- Campeonato Croata de 2001–02 (21 gols)
- Campeonato Croata de 2002–03 (16 gols)
- Copa da Alemanha de 2008–09 (6 gols)